# Heide Rosendahl
Heidemarie Ecker-Rosendahl, född den 14 februari 1947 i Hückeswagen, Nordrhein-Westfalen, är en tysk före detta friidrottare som under 1960-talet och 1970-talet tävlade i längdhopp och mångkamp.
Rosendahls första större framgång kom vid EM 1966 i Budapest där hon slutade på andra plats i femkamp. 1970 slog hon världsrekordet i längdhopp med ett hopp på 6,84, vilket stod sig i sex år innan Angela Voigt hoppade 6,92.
Rosendahl tog sitt första mästerskapsguld vid EM 1971 i Helsingfors där hon vann guld i femkamp och brons i längdhopp. Vid Olympiska sommarspelen 1972 började Rosendahl med att vinna guld i längdhopp. Två dagar senare blev hon silvermedaljör i femkamp. Hennes resultat i femkampen var under det gällande världsrekordet men det räckte inte till att slå Mary Peters. Rosendahl avslutade sitt olympiska deltagande med att springa sista sträckan i det västtyska lag på 4 x 100 meter som vann guld före Östtyskland.